# Maurice Williams & the Zodiacs
Maurice Williams & the Zodiacs war eine US-amerikanische R'n'B-Band der späten 1950er und frühen 1960er.

## Geschichte
Maurice Williams begann Mitte der 1950er Jahre mit einer Schülerband in Lancaster, South Carolina, USA, und gewann mit ihr unter dem Namen „The Royal Charms“ 1955 einen Talentwettbewerb an seiner Highschool.
So setzte die Band ihre Karriere professionell fort, benannte sich um in „The Gladiolas“ und veröffentlichte 1957 das von Williams geschriebene Little Darlin’. Sie kam mit diesem Doo-Wop-Klassiker auf Anhieb bis auf Platz 41 der US-Charts, es waren aber The Diamonds, die damit ihren größten Hit hatten.
Nach zwei weiteren Umbenennungen, erst in „Excellos“ und schließlich in „The Zodiacs“, kam dann auch für sie der Superhit. Erneut war es Maurice Williams gewesen, der das Stück geschrieben hatte, und 1960 sprangen sie mit dem Lied Stay (Just a Little Bit Longer) bis an die Spitze der US-Charts. Mit 1 min 56 s ist das Lied der kürzeste US-Nummer-eins-Hit aller Zeiten.
Auch dieser Doo-Wop-Klassiker wurde vielfach gecovert, unter anderem von den Four Seasons (US Platz 16), den Hollies (UK Platz 8) und Jackson Browne, der damit 1978 einen Top-20-Hit hatte und dessen Version in den 1990ern in Deutschland durch die Fernsehwerbung der Bitburger Brauerei erneut bekannt wurde.
Des Weiteren gehörte das Original der Zodiacs auch zum Soundtrack des Films Dirty Dancing (1987).
Für die Zodiacs blieb es aber fast ein One-Hit-Wonder, denn zwei weitere Singles erreichten 1961 nur noch hintere Chartränge. Maurice Williams tourte bis in die 1980er durch Clubs und Strandpartys, wobei die Besetzung der Zodiacs wechselte.

## Mitglieder (1960)
- Maurice Williams (* 26. April 1938; † 5. August 2024), Sänger, Pianist
- Wiley Bennett, Tenor
- Henry Gaston, Tenor
- Charles Thomas, Bariton
- Albert Hill, Bassist
- Little Willie Morrow, Schlagzeuger

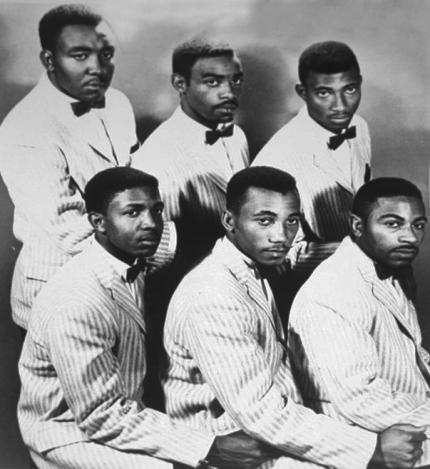
Maurice Williams & the Zodiacs